# اچ‌ام‌اس کلمب (دی۸۹)
اچ‌ام‌اس کلمب (دی۸۹) (به انگلیسی: HMS Colombo (D89)) یک کشتی انگلیسی به طول ۴۵۱٫۴ فوت (۱۳۷٫۶ متر) بود. این کشتی در سال ۱۹۱۸ ساخته شد.

### خدمات ساختمانی و جنگی
کلمبو که به نام پایتخت سابق سیلان، سریلانکای کنونی، نامگذاری شده است، توسط شرکت کشتی سازی و مهندسی فیرفیلد در 8 دسامبر 1917 تأسیس شد و در 18 دسامبر 1918 راه‌اندازی شد. این کشتی خیلی دیر آماده شد تا آماده حضور در جنگ جهانی اول باشد، اما در جنگ جهانی دوم به خدمت ادامه داد. کلمبو در دوره بین دو جنگ در خاور دور با ناوگان شرقی بین ژوئن 1919 تا 1926 خدمت کرد، قبل از اینکه به ایستگاه آمریکای شمالی و هند غربی منصوب شود، کشتی به ناوگان شرقی بازگشت. از ژوئیه 1932 تا 1935، قبل از بازگشت، برای ذخیره سازی به بریتانیا بازگشت.
کلمبو بخش اولیه جنگ را در خدمت ناوگان داخلی گذراند، در این مدت کشتی تجاری آلمانی هنینگ اولندورف را در جنوب شرقی ایسلند به اسارت گرفت. سپس بین اوت 1940 و ژوئن 1942 به ناوگان شرقی بازگشت و دوباره به ناوگان آلمان بازگشت تا نهایتاً در بریتانیا بین ژوئن 1942 و مارس 1943 به یک رزم‌ناو ضد هوایی تبدیل و بازسازی شد.